# Templo de la Reparación
El Templo de la Reparación es un edificio religioso de la población de Tortosa perteneciente a la comarca catalana del Bajo Ebro en la provincia de Tarragona. Es una construcción de arquitectura ecléctica incluida en el Inventario del Patrimonio Arquitectónico de Cataluña y protegida como Bien Cultural de Interés Local.

## Historia
En un principio este lugar fue ocupado por el convento de los mercedarios, y posteriormente se adaptó para servir de teatro y como Academia de la Juventud Católica. En 1899 el arquitecto Joan Abril proyectó, por encargo de Mn. Manuel Domingo i Sol, un edificio para templo dedicado a la adoración del Santísimo Sacramento, que se dedicó alrededor de 1903, inaugurándose sin decoración. En 1926, muerto Mn. Domingo Sol, se hicieron reformas importantes en el interior, no conservando la fachada del proyecto inicial. Con la construcción de la cripta se encontraron numerosas despojos y restos arqueológicos de un antiguo cementerio romano que tenía su eje en la calle de la Merced.

### Yacimiento arqueológico
El hallazgo del yacimiento arqueológico se produjo en el periodo comprendido entre 1884 y 1909, cuando Joan Abril, como arquitecto diocesano, recibe el encargo de construir el templo. Con los trabajos de excavación y construcción de la cripta se localizó una necrópolis romana, -muy próxima a los restos. también de necrópolis, encontrados a finales de 1970 por J. Massip-. Joan Abril, en su obra Un capítulo de mi actuación en Tortosa, informa del hallazgo y nos describe los materiales arqueológicos más significativos y las estructuras que localizó: había enterramientos en ánfora, un entierro en sarcófago de plomo, un monumento funerario de mortero y un columbario hecho de sillares, así como una inscripción reutilizada. Otros materiales que destacó son los restos de un taller de barro que J.Abril adscribe a la época islámica. El estado de conservación se considera bueno, ya que la construcción de la cripta destruyó parcialmente el sustrato arqueológico, donde las estructuras funerarias se habían localizado casi intactos a medio metro de profundidad.

## Descripción

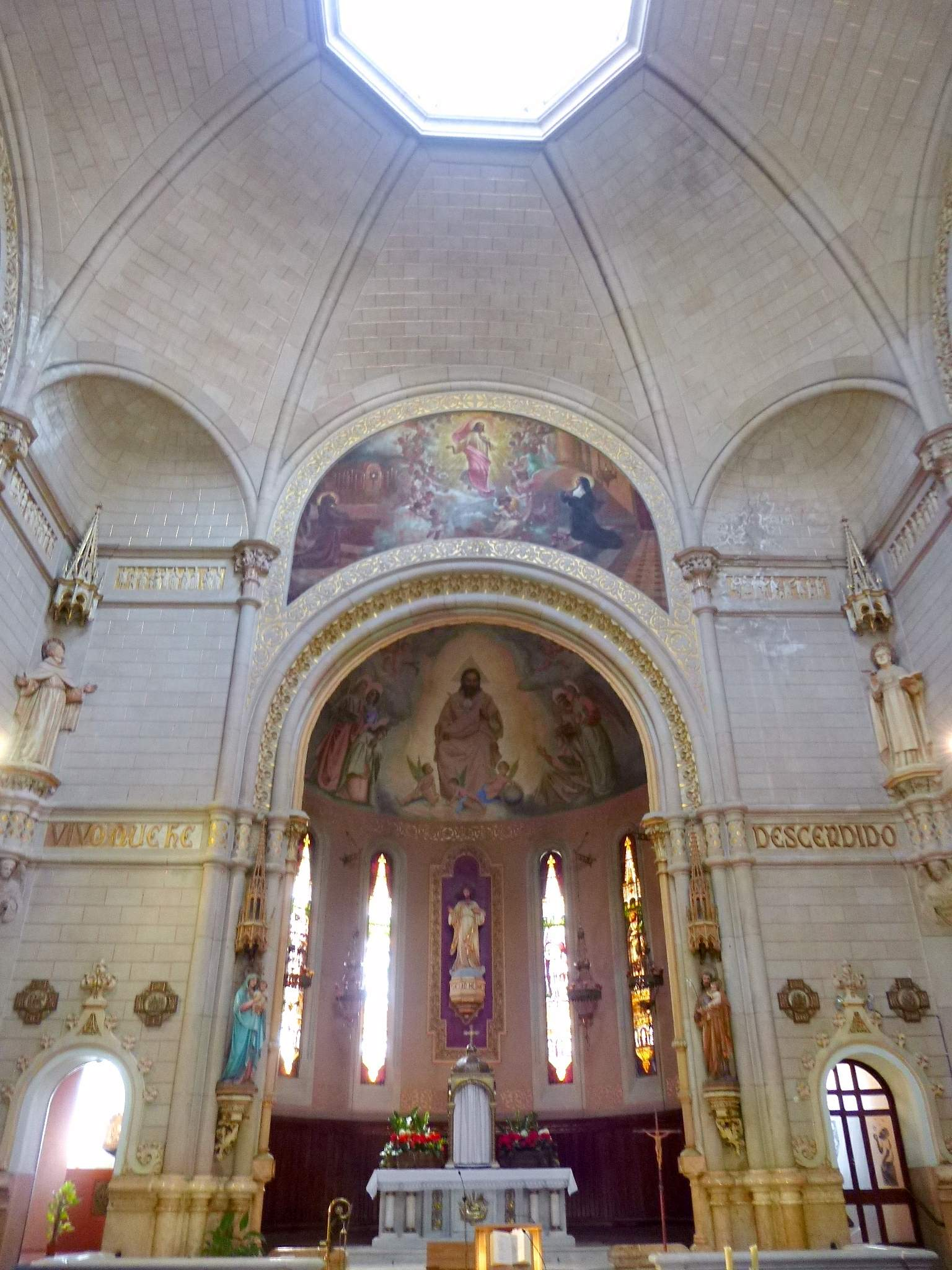
Vista del presbiterio en el interior del templo.

Es un edificio que combina elementos neorrománicos y neogóticos con otros de inspiración clasicista, realizado en la época del modernismo catalán. La planta es central, con un cuerpo cuadrado sobre el que se levanta una cúpula, al que se añaden un cuerpo rectangular ocupado por el coro y uno semicircular correspondiente al ábside. A ambos lados de este hay dos estancias auxiliares. La entrada es lateral, bajo el coro. Este se abre a la iglesia mediante una arcada de medio punto sostenida por columnas con capitel floral neogótico. En el exterior destaca la cúpula recubierta de tejas policromadas, obra del arquitecto Pablo Monguió i Segura y muy visible desde las partes altas de la ciudad.
El presbiterio, con dos puertas laterales neogóticas, se cubre con bóveda de cuarto de esfera en la que hay pintada la imagen de Cristo entre los ángeles. En el muro se abren cuatro estrechos ventanales con vitrales representando figuras de santos. La cúpula central se sostiene sobre cuatro trompas, tiene una linterna superior y es de sección octogonal con nervios de separación de tramos que descansan sobre columnas. Recorren el muro dos impostas, una con relieve de tema religioso y la otra con una inscripción. En los ángulos hay esculturas de santos. En general la decoración es muy recargada. En los dos muros laterales centrales, se encuentran sendos altares dedicados a Sacerdotes Operarios y a Manuel Domingo y Sol.